# Theridion triangulare
Theridion triangulare là một loài nhện trong họ Theridiidae.
Loài này thuộc chi Theridion. Theridion triangulare được Pelegrin Franganillo-Balboa miêu tả năm 1936.